# Uria (persoon)

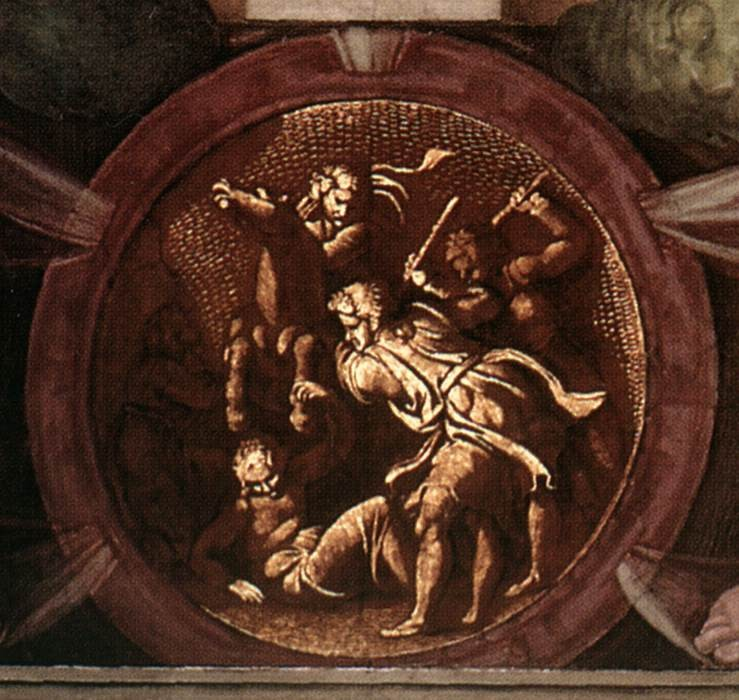
De dood van Uria (1509, Michelangelo Buonarroti)

Uria (Hebreeuws: אוּרִיָּה, ’ûrîjāh, verkort voor אוּרִיָּהוּ, ’ûrijjāhû, "JHWH" is mijn licht") is een persoon uit de Hebreeuwse Bijbel. Hij was een Hettiet, een soldaat in het leger van koning David, een van de '30 helden van David' (2 Samuel 23:24,39; 1 Kronieken 11:26,41) en was getrouwd met Batseba (2 Samuel 11:3). 
Toen Uria in de veldslag bij Rabba tegen de Ammonieten streed, maakte David Batseba zwanger (2 Samuel 11:4-5). David wilde zijn daad verdoezelen door Uria van de strijd terug te roepen en hem bij Batseba te laten slapen. Uria weigerde uit solidariteit met zijn strijdmakkers: zij sliepen, net als legeraanvoerder Joab, in het open veld. Daarom wilde hij niet comfortabel eten en drinken en daarna met zijn vrouw slapen. Ook nadat David Uria dronken voerde, weigerde Uria om thuis te slapen (2 Samuel 11:6-13). 

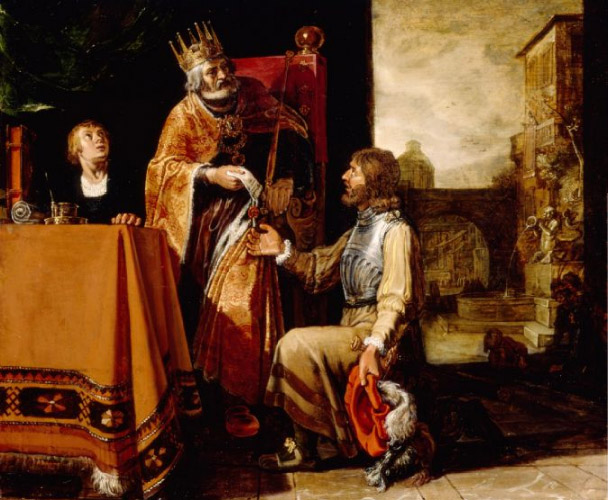
Pieter Lastman, David overhandigt een brief voor Uriah (1619)

David stuurde Uria naar het front terug en beval Joab, zijn legeraanvoerder, om Uria vooraan in de linies te plaatsen en hem 'in het heetst van de strijd' in de steek te laten, met het doel dat hij zou sneuvelen. Aldus geschiedde: Uria kwam om het leven (2 Samuel 11:14-17). 
De profeet Natan bekritiseerde David om deze handelwijze. David kreeg berouw van zijn daden, maar ontliep zijn straf niet: het kind dat hij bij Batseba had verwekt, stierf kort na de bevalling (2 Samuel 12:7-23).

## Proseliet?
Soms wordt aangenomen dat Uria een tot het jodendom bekeerde proseliet was. Hij was immers met een jodin getrouwd, terwijl het joden verboden was hun dochters aan niet-joden uit te huwelijken. Als dat zo was, zou hij mogelijk ook niet met Batseba willen slapen, omdat hij anders onrein zou worden en niet meer in het legerkamp zou mogen komen (Deuteronomium 23:10).